# Francisco Letamendia
Francisco Letamendia Belzunce (San Sebastián, Guipúzcoa, 5 de febrero de 1944), también conocido bajo el sobrenombre de Ortzi, es un abogado laboralista, profesor universitario, escritor y político español de ideología nacionalista vasca.

## Biografía

### Infancia y formación
Francisco Letamendia nació en San Sebastián en el seno de una familia donostiarra bien posicionada económicamente y de tradición monárquica. Estudió Derecho en la Universidad de Barcelona.

### Actividad política
Su implicación en política comenzó durante la dictadura franquista cuando comenzó a destacarse como abogado defensor de presos vascos que luchaban contra la dictadura, especialmente tras el Proceso de Burgos, en el que participó como defensor de Itziar Aizpurua y sobre el cual escribió un libro. Durante los primeros años 1970 se exilia en el País Vasco francés donde entabla contacto y convive con exiliados de diferentes facciones de ETA. Letamendia estuvo en la órbita de ETA VI Asamblea.
Regresó del exilio en abril de 1975 estableciéndose de forma definitiva en territorio español en agosto de 1976. Militante del partido político Euskal Iraultzarako Alderdia (EIA), marxista e independentista, Letamendia se convierte en cabeza de lista por Guipúzcoa para las primeras elecciones legislativas tras la muerte de Franco de la coalición electoral Euskadiko Ezkerra (EE), en la que se integra su partido junto con EMK.

### Diputado del Congreso
En las elecciones del 15 de junio de 1977 es elegido diputado y se convierte en el único representante de EE en el Congreso. Durante la Legislatura Constituyente de España (1977-1979) fue un diputado muy activo y se convirtió en una de las voces más críticas y polémicas del Congreso.
Desde el Grupo Mixto, sus intervenciones llegaron a causar sensación y publicó un libro contando sus experiencias parlamentarias. Fue uno de los parlamentarios vascos que reclamó la amnistía total de los presos de ETA posicionándose en contra la Ley de Amnistía de 1977, aunque finalmente se abstuviera en su votación. También fue uno de los pocos congresistas que votaron en contra de la Constitución española el 21 de julio de 1978, ya que esta no contemplaba el derecho de autodeterminación, siendo uno de los diputados que más enmiendas presentó en la Comisión Constitucional.
Su desacuerdo con la participación de EE en el Consejo General Vasco le hizo distanciarse de su partido, aunque no renunció a su escaño. En el verano de 1978 abandonó EIA y manifestó públicamente su apoyo a la recién creada coalición Herri Batasuna. Tras ser desautorizado por EIA en sus ataques al PNV, abandonó el Grupo Vasco-Catalán en el mes de octubre y dimitió públicamente de su cargo el 8 de noviembre durante una sesión, cuatro meses antes de que finalizara la Legislatura. Fue sustituido por Patxi Iturrioz, de EMK. Al dimitir publicó una Carta abierta a los vascos que me votaron en la que acusaba a la UCD de intentar acallarle en el Parlamento y a los partidos EMK y EIA, que sustentaban la coalición Euskadiko Ezkerra, de haberle forzado a dimitir.
En las elecciones generales de 1979, celebradas en el mes de marzo, encabeza la lista electoral de la coalición nacionalista Herri Batasuna en la provincia de Vizcaya, siendo elegido de nuevo diputado para la I Legislatura de España (1979-82). A diferencia de la legislatura anterior, Letamendia no participó en ninguna sesión del Congreso ni tomó posesión de su acta de diputado, por la consigna de su coalición de no tomar parte en las instituciones políticas españolas. En el mes de diciembre fue juzgado junto con Telesforo Monzón por apología del terrorismo. En marzo de 1980 fue elegido también parlamentario vasco en las primeras elecciones autonómicas del País Vasco en la candidatura de Herri Batasuna, pero tampoco participaría en las instituciones autonómicas vascas por la política de boicot a las instituciones de esta formación.

### Alejamiento de la política
En 1982 marchó a vivir a París para evitar varios procesos judiciales abiertos y un suplicatorio en marcha por el que se le pretendía juzgar por los incidentes de la Casa de Juntas de Guernica —a pesar de no estar aquel día presente— en el que cargos electos de Herri Batasuna cantaron el «Eusko gudariak» en la visita del rey Juan Carlos I. En Francia se produce su distanciamiento político con HB al considerar que era necesario que disminuyera la influencia de ETA (m) en Herri Batasuna. En 1983 abandona finalmente la coalición.
Durante su estancia de tres años en París imparte clases de historia vasca en la Universidad de París VIII y prepara su tesis sobre nacionalismo y violencia con la cual se doctora en historia social por dicha universidad. En 1985 regresa al País Vasco dedicándose a partir de entonces a la docencia como profesor de Ciencias Políticas en la Universidad del País Vasco y la publicación de libros de carácter histórico y político, centrados principalmente en el nacionalismo vasco. Desde 1985 ha permanecido alejado de la actividad política.

### Polémica con Edurne Uriarte
Francisco Letamendia volvió a aparecer en los medios de comunicación españoles en febrero de 2002, cuando estos se hicieron eco del contencioso que mantenía con la también profesora de Ciencias Políticas en la Universidad del País Vasco (UPV) Edurne Uriarte, con motivo de la cátedra a la que ambos opositaron en 2001.
Letamendia no superó, por dos votos frente a tres, la primera votación en favor de Uriarte, que obtuvo en primera instancia la cátedra, por lo que presentó un recurso ante la Comisión de Reclamaciones de la UPV. Cuando la Comisión estimó la demanda el contencioso saltó a los medios de comunicación, presentando la polémica como «un choque entre los espíritus de Ermua y de Lizarra», mientras que Letamendia achacó la concesión de la plaza a Uriarte como un «complot del españolismo». Finalmente los juzgados dieron la razón a Uriarte.

## Obras publicadas
Francisco Letamendia se ha destacado a lo largo de estos años como un prolífico autor. Fue uno de los coautores de El Proceso de Euskadi en Burgos obra publicada en Francia por Ruedo Ibérico, bajo el seudónimo de Kepa Salaberri y que describe el Proceso de Burgos. Una vez exiliado en Francia publicó en 1975 Historia de Euskadi: el nacionalismo vasco y ETA, obra que es valiosa ya que maneja documentación de primera mano procedente de ETA. En 1976 publica otra obra de carácter histórico. Los vascos: ayer, hoy y mañana.
En sus obras Denuncia en el parlamento (1978) y El no vasco a la reforma (1979) explica su actuación en el Parlamento durante la Legislatura Constituyente de España. Además de sus artículos en revistas especializadas y otras colaboraciones, suyas son las siguientes obras:
- El proceso de Euskadi en Burgos. Varios autores. Ruedo Ibérico (1971).
- Historia de Euskadi: el nacionalismo vasco y ETA. Ruedo Ibérico (1975).
- Los vascos: ayer, hoy y mañana. Mugalde (1976).
- Denuncia en el parlamento. Txertoa (1978).
- Los vascos: síntesis de su historia. Lur (1978).
- El no vasco a la reforma. Txertoa (1979).
- Breve historia de Euskadi: de la prehistoria a nuestros días. Ruedo Ibérico (1980).
- El chivo expiatorio. Elkar (1980).
- Euskadi, pueblo y nación. Kriselu (1990).
- Derechos humanos y revolución francesa. Con M. A. García Herrera. Universidad del País Vasco (1991).
- Nazionalismoa eta beste ideologia garaikide. Gaiak (1992).
- Cooperación Transfronteriza Euskadi-Aquitania. Aspectos políticos, económicos y de Relaciones Internacionales. Con Antón Borja y José Luis de Castro. Universidad del País Vasco (1994).
- Historia del nacionalismo vasco y de ETA: Introducción a la historia del País Vasco. ETA en el franquismo. (1951-1976). R&B Ediciones (1994).
- Historia del nacionalismo vasco y de ETA: ETA en la transición (1976-1982). R&B Ediciones (1994).
- Historia del nacionalismo vasco y de ETA: ETA y el gobierno del PSOE (1982-1992). R&B Ediciones (1994).
- Juego de espejos: conflictos nacionales centro-periferia. Trotta (1997).
- Nacionalismo no mundo. Laiovento (1997).
- La construcción del espacio vasco-aquitano: un estudio multidisciplinar. Con Antón Borja y Kepa Sodupe. Universidad del País Vasco (1998).
- Nacionalidades y regiones en la Unión Europea. Fundamentos (1999).
- Propuestas para un nuevo escenario, democracia, cultura y cohesión social. Con Mikel Gómez Uranga, Iñaki Lasagabaster y Ramón Zallo. Manu Robles Arangiz Institutua (1999).
- Game of mirrors: centre-periphery national conflicts. Ashgate (2000).
- Cocinas del mundo: la política en la mesa. Con Christian Coulon. Fundamentos (2000).
- Ciencia política alternativa: su aplicación al País Vasco e Irlanda del Norte. Fundamentos (2002).
- Redes políticas en la CAPV y en Iparralde. Erein (2002).
- ELA 1976-2003: sindicalismo de contrapoder. Fundación Manu Robles-Aranguiz (2004).
- Redes transfronterizas intervascas. Con Igor Ahedo y Noemí Etxebarria. Universidad del País Vasco (2004).
- Euskal Herriko sukaldaritza. Con J. Angel Iturbe. Ibaizabal Edelvives (2004).
- Acción colectiva Hegoalde-Iparralde. Fundamentos (2006).
- Democracia, Ciudadanía y Territorialidad. Con Igor Ahedo y Maite Zelaia. IVAP (2008).
- Estructura política del mundo del trabajo: fordismo y posfordismo. Tecnos (2009).
- Pueblos y fronteras en el altiplano andino. Coordinador. Fundamentos (2011).
- Indigenismo en Suramérica. Los aymaras del altiplano. Coordinador. Fundamentos (2011).
- La mujer en la cueva. Txertoa (2012). Novela.
- El hilo invisible: identidades políticas e ideologías. Universidad del País Vasco (2013).